# Marion Dhur
Marion Dhur (Sankt Vith, 12 mei 1972) is een Belgisch politica van de CSP en voormalig parlementslid van de Duitstalige Gemeenschap.

## Levensloop
Marion Dhur werkte van 1994 tot 2012 als bediende bij de bank KBC en werkte daarvoor als secretaresse in de privésector.
In 2012 stopte ze als bankbediende om in de politiek te stappen. Ze werd hetzelfde jaar nog verkozen tot gemeenteraadslid van Burg-Reuland en werd er van 2012 tot 2017 schepen. Op 1 februari 2017 volgde ze Joseph Maraite op als burgemeester van de gemeente.
In 2014 werd ze tevens verkozen tot lid van het Parlement van de Duitstalige Gemeenschap. In februari 2017 nam ze ontslag om voltijds burgemeester te worden.